# 東新路 (上海市)
東新路是中華人民共和國上海市普陀區一條東西走向道路，西起武寧路，東至光復西路，全長444米，寬度為14.5米至17米。道路得名自週邊的東新村。道路始建於1958年。